# Munetrudis-Stein
Der Munetrudis-Stein ist ein frühmittelalterlicher Grabstein aus Kalkstein aus der Zeit zwischen dem 6. und 8. Jahrhundert, der 1908 in Mainz bei Grabungen bei der ehemaligen Albanskirche entdeckt wurde. Heute befindet sich die Inschrift im Landesmuseum Mainz.

## Fundgeschichte und museale Aufbewahrung
Der Grabstein wurde am 4. August 1908 bei Ausgrabungen auf dem Gelände der ehemaligen Albanskirche in Mainz entdeckt, die unter der Leitung von Ludwig Lindenschmit und Ernst Neeb stattfanden. Neben dieser Inschrift wurden bei den Grabungen zahlreiche weitere Inschriften und Skulpturen freigelegt. Heute befindet sich der Stein im Landesmuseum Mainz.

## Beschreibung
Die aus Kalkstein gefertigte Grabstele misst in der Breite 48 cm, in der Höhe 75 cm und in der Tiefe 12 cm. Ihre Gestaltung folgt dem sogenannten Ädikulatyp, der im Mittelrheingebiet nur vereinzelt vorkommt. Die Inschrift weist eine vierteilige Gliederung auf, die viel Platz für den Text lässt. Dieser wird von zwei einfachen Säulen mit angedeuteten Basen und Kapitellen flankiert. Der untere Bereich wird von einem rechteckigen Rahmen umschlossen, der mit wellenförmigen Akanthusornamenten verziert ist. Über der Inschrift erhebt sich ein muschelförmiger Halbbogen, dessen Rundung von einem größeren, getreppten Mäandermuster umschlossen wird. In den Ecken des rechteckigen Rahmens sind zwei Rosetten zu finden, wobei die linke sieben- und die rechte sechsblättrig ist. Der obere Teil des Steins ist als dreieckiger Giebel ausgeführt, weist jedoch starke Beschädigungen auf. In der Mitte des Giebelfelds prangt ein Kreuz, dessen Balken keilförmig und ausgezackt sind. Von diesem Kreuz geht eine Hand aus, die auf verlorengegangenen figürlichen Schmuck hinweist.
Trotz der kunstvollen Verzierung weist die Stele in Bezug auf die Oberflächenbearbeitung erhebliche Mängel auf. Die Fläche im Inschriftenteil wurde nicht geglättet und besitzt größere Löcher (Z. 3, 5, 6), die bei der Anfertigung der Inschrift umgangen worden sind. Dennoch bleibt sie im Wesentlichen gut lesbar. Sie umfasst acht Zeilen, die jeweils mit einem Wort oder einer Silbe beginnen und ungleichmäßig gefüllt sind. Nach Körber waren noch Reste von roter Farbe auf der Inschrift sichtbar. Im Zentrum der Deutung des Munetrudis-Steins steht sein eigentümlich gestalteter Schmuck im Adikulatyp, der zunächst vor allem mit der koptischen Kunst in Verbindung gebracht wurde. Jedoch ist darin wohl eher der Ausdruck einer allgemein mediterranen Formensprache zu sehen.

## Inschrift, Paläographie und Sprache
Der Text der Inschrift lautet:
| + In hunc tumulum re quiiscit puella nu mine Mune trudis qui vixsit annus XXI |

„+ In diesem Grabe ruht ein Mädchen namens Munetrudis, welches 21 Jahre gelebt hat.“
Die Inschrift weist 6 Ligaturen auf. In den Buchstaben E, L (Z. 4) und D zeigen sich Ansätze zur Schaftverlängerung. A weist eine gerade Querhaste auf, der so wie im Alpha des Victor-Steins verläuft. Die Bogen von P und R berühren den Schaft nicht, und das Q ist wie C mit einem S-förmigen Zeichen in der Rundung ausgeführt, was in keiner anderen mittelrheinischen Inschrift vorkommt.
Die Sprache zeigt für die Zeit typische phonetische Abweichungen und morphologische Besonderheiten: „requiiscit“ statt requiescit, „numine“ statt nomine, „qui“ statt quae, „vixsit“ statt vixit, „annus“ statt annos. Einige dieser Phänomene sind auch in anderen, aus dieser Zeit stammenden Inschriften der Region belegt.
„In hunc tumulum“ („In diesem Grabe“) ist typisches Mainzer Latein der Zeit. Der Name Munetrudis begegnet im selben Zeitraum auch in den Varianten Munidrud und Monitruda. Der erste Namensbestandteil lässt sich mit dem gotischen munan („denken, wollen“) vergleichen – aus demselben Wortstamm leitet auch der Name des Odinsraben Munin ab. Die ursprüngliche Bedeutung des zweiten Namenselements ist nicht eindeutig geklärt; es findet sich jedoch im Namen Gertrud und steht wohl in Zusammenhang mit „traut“.

## Datierung
Der Stein wird aufgrund paläographischer und sprachlicher Merkmale in das 6. bis 8. Jahrhundert datiert, wobei die verschiedenen „orientalischen Elemente“ möglicherweise eine noch engere Eingrenzung erlauben, nämlich in das 6. bis 7. Jahrhundert. Besonders das Eingangskreuz sowie das Formular sprechen für diese zeitliche Einordnung. Auffällig an der Inschrift ist die nur zurückhaltend ausgeführte Tendenz zur Hastenverlängerung, die spätere Entwicklungen bereits andeutet.